# Triantereno

Triantereno

Triantereno é uma pteridina. É um fármaco do grupo dos diuréticos poupadores de potássio. É utilizado no tratamento da hipertensão e edema.

## Efeitos colaterais
- Náuseas
- Tonturas
- Cãimbras
- Vômito